# Tony Jaa
Tony Jaa, vars riktiga namn är Tatchakorn Yeerum, är en thailändsk kampsportare, skådespelare, regissör, koreograf och stuntman. Han föddes den 5 februari 1976 i Surin, Thailand. I väst är han mest känd som Tony Jaa medan han i Thailand är mer känd under namnet Jaa Panom. Han är mest känd för sina filmer; Ong Bak: Muay Thai Warrior, Tom-Yum-Gong, Ong Bak 2 och Ong Bak 3.